# Llac de Santa Llúcia
El llac de Santa Llúcia és un sistema d'estuaris situat al nord de l'estat de KwaZulu-Natal a Sud-àfrica. És l'estuari més important del sud d'Àfrica, amb una superfície d'aproximadament 350 km² i que es troba dins del Parc dels aiguamolls del iSimangaliso classificat com a Patrimoni de la Humanitat per la UNESCO. El llac va ser nomenat llac de Santa Llúcia per Manuel Perestrerello el 13 de desembre de 1575, el dia de la festa de Santa Llúcia.